# Uitikon
Uitikon es una comuna suiza del cantón de Zúrich, situada en el distrito de Dietikon. Limita al noroeste con la comuna de Urdorf, al noreste y este con Zúrich, al sureste con Stallikon, y al suroeste y oeste con Birmensdorf.